# Florentyn Andracki
Florentyn Andracki (ur. 16 października 1867 w Opinogórze, zm. 15 sierpnia 1932 w Woli Rzeczyckiej na Polesiu) – polski urzędnik.

## Życiorys
Był synem Mikołaja Andrackiego i Marii Andrackiej, z d. Chodakowskiej.
W 1885 lub 1886 ukończył gimnazjum w Warszawie, następnie pracował jako administrator majątków, posiadał też własny majątek w guberni witebskiej. W okresie zaboru austriackiego w ramach autonomii galicyjskiej na przełomie XIX/XX wieku zamieszkiwał w Radziwiłłowie.
W marcu 1918 opuścił swój majątek w związku z ofensywą bolszewicką, od listopada 1918 przebywał w Wilnie. Uczestniczył w pracach Tymczasowej Polskiej Rady Narodowej na Litwie. W 1919 wstąpił do Zarządu Cywilnego Ziem Wschodnich. Od 23 maja 1919 do 1 lutego 1920 był starostą powiatowym w Kobryniu, od 10 lutego 1920 do 5 października 1920 starostą powiatu mińskiego, w związku z wkroczeniem wojsk sowieckich, od lipca 1920 przebywał na Pomorzu.
27 września 1920 został mianowany na urząd starosty powiatu kobryńskiego (według innych źródeł początkowo był p.o. starosty, a od 31 grudnia 1921 starosta). Pełnił tę funkcję do 30 października 1926. Dzień później został zwolniony ze służby państwowej.

## Ordery i odznaczenia
- Krzyż Oficerski Orderu Odrodzenia Polski – 2 maja 1923 „za zasługi, położone na polu pracy społecznej i narodowej w latach niewoli”[5][6]